# Jacques Alexandre Romeuf
Pour les articles homonymes, voir Romeuf.
Jacques Alexandre Romeuf, né le 19 novembre 1772 à Lavoûte-Chilhac et mort le 26 avril 1845 à Paris, est un général français de la Révolution et de l’Empire.

## Biographie

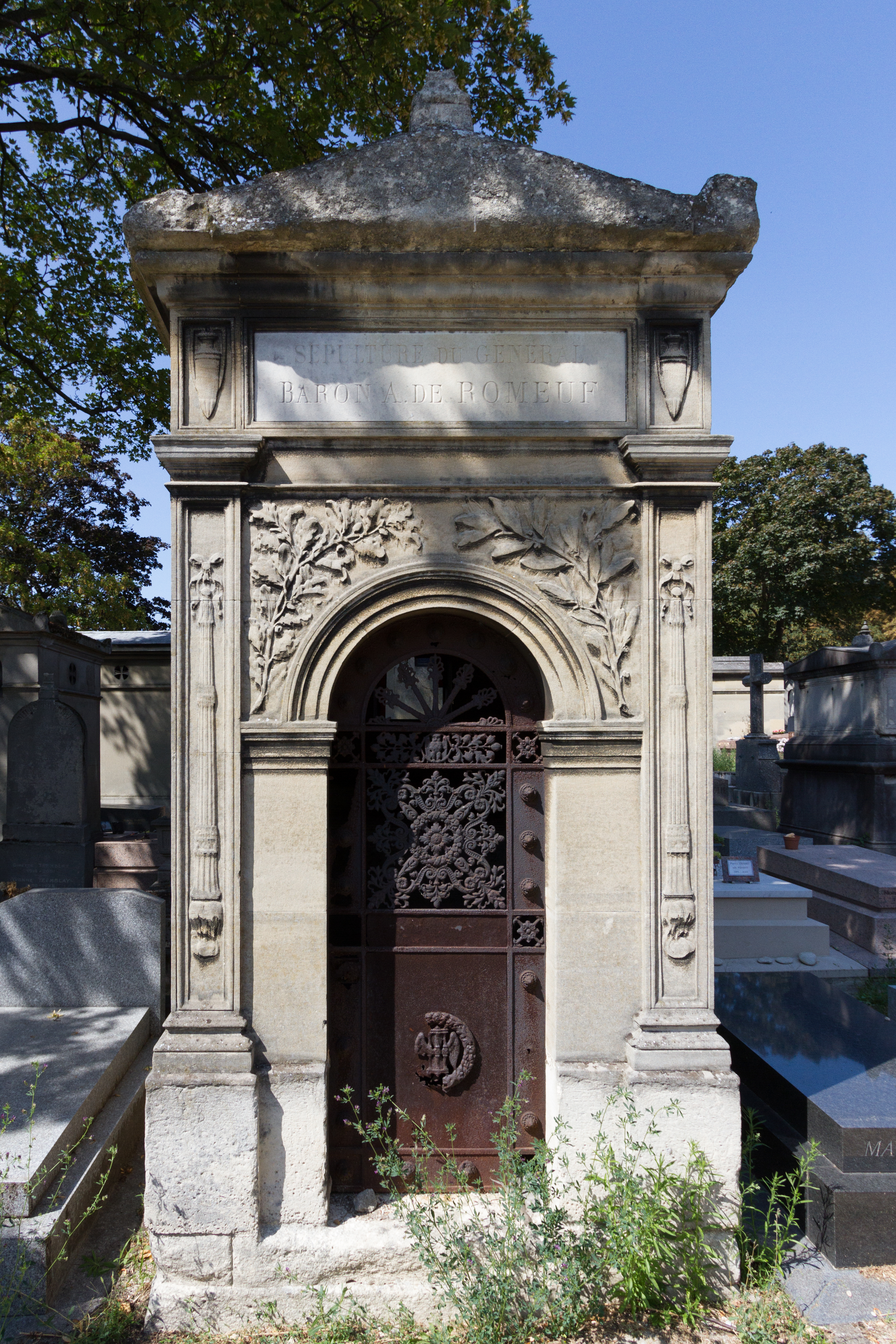
Tombe au cimetière du Père-Lachaise.

Frère de Jean Louis Romeuf, Jacques Alexandre Romeuf nait à Lavoûte-Chillac le 19 novembre 1772 et embrasse également la carrière des armes. Il est d'abord en 1789, aide de camp du général La Fayette qui commande la Garde nationale à Paris. En 1792, il est affecté à l'état-major général de l'armée du Centre, commandée par La Fayette, comme capitaine aide de camp. Après les évènements de la Journée du 10 août 1792, le général ayant été déclaré traître à la Nation et décrété d'arrestation, le 19 août ; celui-ci choisit l'exil à l'étranger. Dans sa fuite, il entraîne ses deux aides de camp, Jacques Alexandre et Jean-Louis Romeuf. Ils sont interceptés par les Autrichiens, faits prisonniers. Remis bientôt en liberté, il séjourne à Londres dès 1793, en même temps que son frère. Il rentre en France, peu de jours avant l'Insurrection royaliste du 13 vendémiaire an IV (5 octobre 1795), à laquelle il prend part contre les troupes de la Convention nationale. Sous le coup d'une mesure d'arrestation, il est obligé de se cacher. Frappé par les décrets du 18 fructidor an V (4 septembre 1797), comme prévenu d'émigration, il se réfugie dans le Holstein danois. Ayant obtenu de Bonaparte la radiation de la liste des émigrés, il est autorisé à rentrer en France et reprend du service dans l'armée. En 1799, il est admis à rejoindre l'expédition d'Egypte. Il s'embarque donc mais il est bloqué à Malte et rentre en France le 15 septembre suivant. Définitivement radié de la liste des émigrés que sous le Consulat, il obtient de participer à la campagne d'Autriche en 1805.
Le 19 novembre 1806, il passe au service de Naples en tant que chef d'escadron, et il est choisi par le général de division Dumas, qui y est nommé ministre de la Guerre, comme aide de camp. En janvier 1807, il remplit à Corfou les fonctions de chef d'état-major du général François-Xavier Donzelot, et le 15 janvier 1808, il est attaché au gouvernement des îles Ioniennes, puis le 8 décembre 1808, il devient chef d'état-major de ce même gouvernement. Adjudant-commandant le 20 février 1810, il est nommé sous-chef d'état-major des armées française et napolitaine le 11 avril 1810. Chef d'état-major de l'armée de Naples le 25 août 1811, il devient aide de camp du roi de Naples pour l'accompagner pour la campagne de Russie. Le 15 septembre 1812, il est promu maréchal de camp au service du royaume de Naples, et le 5 décembre de la même année, il est fait officier de la Légion d'honneur. Il quitte le service de Naples le 25 janvier 1814, et rentre en France.
Le gouvernement de la Première Restauration le fait chevalier de Saint-Louis le 20 août et lui rend son grade dans l'armée française et le met en non-activité le 9 septembre suivant. Confirmé dans son grade le 29 mai 1815, pendant les Cent-Jours, il est employé le 31 mai à l'armée de la Loire, et le 8 août, il prend le commandement de la Haute-Loire.
Il passe le 19 octobre 1816, dans le département de la Loire, et le 6 novembre 1817, il commande la 1re subdivision (Rhône) de la 19e division militaire. Le roi lui donne le titre de baron héréditaire, par lettres patentes royales du 16 juin 1818 et le nomme commandant de la 2e subdivision (Loire et Haute-Loire) de la 19e division militaire le 21 avril 1820. Commandant la 2e subdivision (Allier, Creuse et Haute-Vienne) de la 21e division militaire le 10 janvier 1821, il est élevé au grade de commandeur de la Légion d'honneur le 1er août 1821. Compris comme disponible le 22 juin 1824, il commande la 1re subdivision (Côte-d'Or) de la 18e division militaire le 8 décembre 1824. Disponible le 9 août 1830, il est admis dans le cadre de réserve de l'état-major général le 1er juillet 1832. Il est admis à la retraite le 10 avril 1835.
Jacques-Alexandre Romeuf meurt à Paris le 26 avril 1845, laissant un fils unique, Alexandre de Romeuf, marié à Mlle de Crouy-Chanel, et habitant le château de Champignolles, près d'Autun, où il dirige une grande exploitation agricole, et dont une fille épouse le comte Antoine de Jessé-Charleval. Il est inhumé au cimetière du Père-Lachaise (60e division).

## États de service
- Lieutenant (15 septembre 1791) ;
- Passe au service du royaume de Naples (19 novembre 1806) ;
- Chef d'escadron (royaume de Naples) (19 novembre 1806) ;
- Chef d'état-major de l'armée de Naples (25 août 1811 - 25 janvier 1814) ;
- Maréchal de camp (royaume de Naples) (15 septembre 1812) ;
- Démissionne du service du royaume de Naples (25 janvier 1814) ;
- Repasse au service de la France et en non-activité (9 septembre 1814) ;
- Maintenu maréchal de camp en France (9 septembre 1814, confirmé le 29 mai 1815) ;
- Affecté à l'armée de la Loire (31 mai 1815 - 8 août 1815) ;
- Commandant de la Haute-Loire (8 août 1815 - 19 octobre 1816) ;
- Commandant du département de la Loire (19 octobre 1816 - 6 novembre 1817) ;
- Commandant de la 1re subdivision (Rhône) de la 19e division militaire (6 novembre 1817 - 21 avril 1820) ;
- Commandant de la 2e subdivision (Loire et Haute-Loire) de la 19e division militaire (21 avril 1820 - 10 janvier 1821) ;
- Commandant de la 2e subdivision (Allier, Creuse et Haute-Vienne) de la 21e division militaire (10 janvier 1821 - 22 mai 1824) ;
- Mis en disponibilité (22 mai 1824 - 8 décembre 1824) ;
- Commandant de la 1re subdivision (Côte-d'Or) de la 18e division militaire (8 décembre 24 - 9 août 1830) ;
- Mis en disponibilité (9 août 1830 - 1er juillet 1832) ;
- Placé dans la section de réserve (1er juillet 1832) ;
- Admis en retraite (10 avril 1835).

## Titres
- Baron de Romeuf par lettres patentes royales du 16 juin 1818.

## Décorations
- Commandeur de la Légion d'honneur[1] (1er août 1821).
- Chevalier de Saint-Louis (20 août 1814).
- Commandeur de l'ordre royal des Deux-Siciles (1810).